# Bernard Tissier de Mallerais
Bernard Tissier de Mallerais (ur. 14 września 1945 w Sallanches, zm. 8 października 2024 w Martigny) – francuski biskup tradycjonalistyczny Bractwa Świętego Piusa X w latach 1988–2024.

## Życiorys
Z wykształcenia był biologiem, po zakończeniu studiów zdecydował się na wstąpienie do Międzynarodowego Seminarium Świętego Piusa X w październiku 1969. Święcenia kapłańskie otrzymał 29 czerwca 1975 z rąk arcybiskupa  Marcela Lefebvre’a. Jako kapłan rozpoczął pracę na uczelni seminaryjnej, na której się uczył. Zaczął wykładać jako profesor, potem pełnił obowiązki prorektora, na koniec został rektorem seminarium w Ecône. W późniejszym okresie został wybrany przez kapitułę bractwa na sekretarza generalnego FSSPX.  
W 1988 został wyświęcony na biskupa przez abp. Marcela Lefebvre’a bez zgody Stolicy Apostolskiej, za co w tym samym roku został przez papieża uznany za ekskomunikowanego (dokładniej: papież stwierdził, że z chwilą przyjęcia święceń zaciągnął on na siebie ekskomunikę latae sententiae). Biskup De Mallerais od początku kwestionował ważność ekskomuniki. 21 stycznia 2009 została ona formalnie zniesiona przez papieża Benedykta XVI, ale De Mallerais pozostał jeszcze suspendowany.
Jako biskup pomocniczy bractwa kontynuował swoją prace jako sekretarz bractwa do 1996. W 1991 konsekrował na biskupa Licinio Rangela, brazylijskiego tradycjonalistę oraz przełożonego generalnego Bractwa Kapłańskiego Jana Marii Vianneya. 
Jest autorem książki biograficznej poświęconej abp. Marcelowi Lefebvre’owi.